# Sindou
Sindou è un dipartimento del Burkina Faso classificato come città, capoluogo della provincia  di Léraba, facente parte della regione di Tannouyan.
Il dipartimento si compone del capoluogo e di altri 10 villaggi: Dinaoro, Fafasso, Kawara, Konandougou, Monsonon, M'para, M'pogona, Sindoukorony, Timba e Tourny.